# Renga
Renga (jap. 連歌, ) je žanr japanskog kolaborativnog pjesništva. Sastoji se od najmanje dva ku-a (句) odnosno kitica. Otvarajuća kitica renge zvana hokku (発句) postala je osnovom suvremenog haikua.
Dvojica najpoznatijih majstora renge su budistički svećenici Sōgi (1421. – 1502.) i Matsuo Bashō (1644. – 1694.).

## Povijest
Renga je jedan od najvažnijih oblika književne umjetnosti u predmodeernom Japanu. Najstariji preživjeli oblik renge je u Man'yōshūu, gdje su Ōtomo no Yakamochi i budistička redovnica (ama, 尼) sastavili i izmijenili poeme uz brojeve zvučnih jedinica ("on") 5-7-5 i 7-7. Ovaj dvostihovni oblik je tan-renga (短連歌, kratki renga).  Ostali stilovi su chō-renga (長連歌, dugi renga"). Usporedni ali manje razvijeni oblike tradicije "povezanog stiha" (lián jù 連句 - isti znakovi kao i za 'renku') - razvio se u Kini u doba dinastije Qin, i vjerojatno je ovaj kineski oblik utjecao na japanski oblik rengu u njegovom formativnom razdoblju. No, između ova dva stila mnoge su velike razlike, kineski ima jedinstvo subjekta i opću lakost srca u zvuku, čega nema u japanskoj rengi; nadalje, povijest japanskog pjesništva pokazuje rengu kao naoko prirodnu evoluciju.

## Oblici
Oblici u kojima renga se javlja su, pri čemu su uračuntati i ushin (ortodoksna) renga, i mushin (renku): hyakuin, senku, gojūin, yoyoshi, kasen, han-kasen, shisan, jūnichō, nijūin, triparshva i rokku.